# Фотій II
Фóтій II (грец. Πατριάρχης Φώτιος Β΄; у миру Дими́тріос Маніáтіс, грец. Δημήτριος Μανιάτης; 16 листопада 1874, Буюкада, Стамбул, Османська імперія — 29 грудня 1935, Стамбул, Туреччина) — патріарх Константинопольський у 1929—1935 роках.

## Життєпис
Народився на острові Буюкада в Стамбулі 16 листопада 1874 року. Ім'я при народженні — Димитріос Маніатіс.
Вивчав теологію у Атенському університеті, а філософію — в Мюнхенському. Володів п'ятьома мовами: грецькою, турецькою, французькою, німецькою та болгарською.
1902 року хіротонований на диякона, 1909 — на єпископа. Служив у Філіппольській митрополії. 1906 року внаслідок конфлікту між грецькими та болгарськими православними громадами грецькі священники були вигнані з митрополії. Фотій був призначений патріаршим екзархом у митрополії та був ним до 1914 року. Отримав звання протосинкела.
1915 року призначений вікарним єпископом Іринупольським.

## Патріархат
7 жовтня 1929 року Священний Синод Константинопольського патріархату обрав Фотія патріархом Константинопольським.
Завдяки діям грецьких та турецьких політиків у час правління Фотія II турецько-грецький конфлікт послабився. 1930 року прем'єр-міністр Греції Елефтеріос Венізелос відвідав Туреччину і зустрівся в тому числі з патріархом Фотієм.
Патріарх Фотій II займався вирішенням проблеми розколу в Американському екзархаті Константинопольського патріархату. Там існував розкол між прихильниками монархізму та венізелізму. Знявши з посади єпископа Александра (Дімоглу), патріарх призначив на цю посаду Афінагора та скасував автономію екзархату, зокрема, ліквідувавши американський Синод та перетворивши єпископські посади на вікарські.
17 лютого 1931 року патріарх прийняв під свою юрисдикцію колишню Західноєвропейську митрополію на чолі з Євлогієм (Георгіївським).
Фотій II помер 29 грудня 1935 року.